# Lâm Thao (xã)
Lâm Thao là một xã thuộc tỉnh Bắc Ninh, Việt Nam.

## Địa lý
Xã Lâm Thao có vị trí địa lý:
- Phía đông giáp các xã Lương Tài và Trung Chính
- Phía tây giáp phường Trạm Lộ
- Phía nam giáp các xã Cẩm Giàng và Cẩm Giang, thành phố Hải Phòng
- Phía bắc giáp xã Gia Bình.

Xã Lâm Thao có diện tích 26,26 km², dân số 32.432 người, mật độ dân số đạt 1.235 người/km².

## Lịch sử
Xã Lâm Thao được thành lập năm 1948 trên cơ sở các làng của tổng Lâm Thao, phủ Thuận An, trấn Kinh Bắc.
Đây vốn là vùng đất trũng có nhiều đầm lầy, ao hồ, rừng rậm. Do vậy mà xa xưa vùng đất này được gọi là "Lâm Thao" (rừng và nước). Cũng chính ở vùng sông nước ấy từ lâu đã thu hút dân cư các vùng về sinh cơ lập nghiệp bằng nhiều nghề như: trồng lúa, chăn nuôi, đánh bắt thủy sản, buôn bán, làm thợ… tạo nên các làng xóm trong vùng Lâm Thao trù phú với nền văn hiến lâu đời. Vào thời vua Gia Long, vùng đất Lâm Thao được chọn là lỵ sở của huyện Lang Tài và đã được sách Đại Nam nhất thống chí ghi: "Lỵ sở huyện Lang Tài ở xã Kim Thao (thuộc tổng Lâm Thao), luỹ tre, chu vi 92 trượng".
Đến thời Hậu Lê (thế kỷ XVII – XVIII), Lâm Thao đã nổi tiếng là một vùng trù phú và văn hiến với các làng cổ như: Xuân Lan (tên nôm là Sen, tên hiện nay là Ngọc Quan), Bảo Tháp (tên nôm là Tháp, tên hiện nay là Kim Thao), Bảo Thao (tên hiện nay là Lâm Thao), Bảo Khám (tên nôm làng Khám, tên hiện nay là Ngọc Khám), Thái Trì (tên nôm làng Đìa). Ở huyện Lang Tài, các xã đều có phường hát, duy có phường hát ở làng Xuân Lan, các vở hát chèo được Lan Trì tiên sinh Vũ Trinh biên soạn nên có những lời lẽ và điệu hát đẹp, nhã, có tính chất khuyên răn không có những lời lẽ quê mùa, đáng được truyền tụng (Công chúa Lạc Xương, Lưu Bình-Dương Lễ, Chu Mãi Thần, Hán-Sở…)”.
Sách Đồng Khánh dư địa chí cho biết tổng Lâm Thao là tiêu biểu về học hành ở huyện Lương Tài.
Ngày 16 tháng 6 năm 2025, Ủy ban Thường vụ Quốc hội ban hành Nghị quyết số 1658/NQ-UBTVQH15 của UBTVQH về việc sắp xếp các đơn vị hành chính cấp xã của tỉnh Bắc Ninh năm 2025. Theo đó, sắp xếp toàn bộ diện tích tự nhiên, quy mô dân số của các xã Bình Định, Quảng Phú và Lâm Thao thành xã mới có tên gọi là xã Lâm Thao.

## Danh nhân
- Vũ Miên: đỗ Hội nguyên Tiến sĩ lúc 31 tuổi, làm quan đến chức Nhập thị hành Tham tụng (quyền Tể tướng), kiêm Quốc sử quán Tổng tài, kiêm Quốc tử giám Tế tửu.
- Vũ Trinh: đỗ Giải nguyên lúc 17 tuổi, làm quan đến chức Tham tri Chính sự (Phó Tể tướng) thời Chiêu Thống Đế; thời Gia Long: 2 lần làm Chánh sứ sang Yên Kinh (Yenching, tức Bắc Kinh) và Giám thí (Phó chủ khảo) các khoa thi Hương[8], Hình bộ hữu Tham tri, tham gia biên soạn Hoàng triều luật lệ cho triều Nguyễn. Có đóng góp quan trọng trong nghệ thuật Chèo.
- Vũ Chu (Giác): đỗ Phó bảng lúc 24 tuổi, làm quan đến chức Bố chánh Thái Nguyên (quan đầu tỉnh Thái Nguyên), có nhiều đóng góp cho Khởi nghĩa Bãi Sậy.
- Thượng tọa Thích Trúc Thái Minh: người có nhiều công lao đóng góp cho Phật giáo tỉnh Quảng Ninh[9]. Thành viên đại lễ Vesak 2025[10].

## Truyền thống họ Vũ ở Xuân Lan
| “ | Quế hải thiên thu tồn chính khí Lan giang nhất đới nhuận dư ba. | ” |

nghĩa là: Nghìn năm sự đậu đạt vẫn còn mãi; Một dải sông ở Xuân Lan sóng dạt dào
Từ thế hệ của ông nội danh nhân Vũ Miên là Vũ Xuân (được ban Đặc tiến kim tử vinh lộc đại phu, Ngự sử đài Thiêm đô ngự sử, tước Triệu Phái bá) cho đến nay thế hệ nào cũng có những người thành danh. Thời khoa cử Nho học, con cháu họ Vũ từ đời ông Vũ Xuân đều có người đỗ đạt làm quan, số người đậu khoa bảng của tổng Lâm Thao chủ yếu thuộc về hậu duệ ông Vũ Xuân ở Xuân Lan (nay là thôn Ngọc Quan); trong đó có nhiều người giữ những cương vị quan trọng trong Triều đình phong kiến. Sách Bắc Ninh dư địa chí gọi dòng họ ông Vũ Xuân là Vọng tộc đất Lương Tài. Làng Ngọc Quan là địa phương cấp thôn của nước ta có nét đặc sắc trong khoa cử xứng đáng với tên Làng khôi nguyên xứ Bắc. Tạp chí Chánh pháp (Phật giáo hải ngoại) số 165 (được in tại Garden Grove) cho biết xã Lâm Thao có danh nhân Vũ Trinh và nghệ sĩ thị giác Vũ Tú là tinh hoa trí tuệ đồng hành cùng Phật giáo.

## Di tích
- Đình Ngọc Quan[liên kết hỏng]: được xây dựng vào thế kỉ 18, thời Lê-Trịnh, được công nhận là Di tích kiến trúc nghệ thuật cấp Quốc gia. Đình làng thờ thành hoàng là Huệ thông linh ứng dực vận khai bình đại vương (thiên thần). Từ thời Lê Trịnh, phối thờ Lại bộ tả Thị lang Vũ Miên và Tri phủ Thiên Trường Vũ Tể là người làng. Đình được công nhận là Di tích Lịch sử - Văn hóa theo Quyết định số 15/2003/QĐ-BVHTT ngày 14 tháng 4 năm 2003 của Bộ Văn hóa - Thông tin
- Đình làng Kim Thao: được xây dựng từ thời nhà Lê (khoảng thế kỉ 17), được công nhận là Di tích kiến trúc nghệ thuật cấp Quốc gia. {Làng Kim Thao (tên Nôm là làng Tháp): từ năm 1886 trở về trước có tên là Bảo Thao; từ năm 1886 đến nay có tên là Kim Thao}
- Khu Văn Chỉ của làng Sen và Nhà thờ họ Vũ ở làng Sen, nơi ghi danh những vị khoa bảng dòng họ Vũ, từng nổi danh về làng khoa cử Nho học.
- Sùng Quang Tự, ở làng Ngọc Quan, là chùa cổ do sa môn Như Lý xây dựng, để đón Chân Nguyên thiền sư (chức Tăng thống đời Lê Dụ Tông, là người khôi phục lại thiền phái Trúc Lâm đời Trần ở Đàng Ngoài) về[16][17], đã từng là danh thắng đất Bắc

## Lễ hội
- Lễ hội làng Ngọc Quan: tôn vinh 2 vị hậu thần là danh nhân Vũ Miên (đỗ đầu xứ[18], Hương giải, Hội nguyên) và Tri phủ Vũ Tể (đỗ đầu xứ, Hương giải, Tam trường thi Hội) là những người có công xây dựng đối với quê hương.
- Lễ hội Đình làng Kim Thao: tôn vinh ba vị Thành hoàng Vĩnh Dụ, Phù Linh, Thiên Minh là con trai bảng nhãn - nhà sử học Lê Văn Hưu, đã có công đánh giặc giữ cho vận nước yên bình. Đình có quy mô bề thế nằm ngay đúng vị trí ngày nay. Hiện tại di tích còn bảo tồn khá nguyên vẹn các công trình kiến trúc với kết cấu gỗ, những mảng trạm khắc trang trí của kiến trúc Lê - Nguyễn, trên hệ thống các bức cốn, dây triện, đòn bẩy…Đình làng Kim Thao được xếp hạng di tích lịch sử cấp quốc gia không chỉ tôn vinh giá trị lịch sử, kiến trúc nghệ thuật của ngôi đình mà còn thể hiện đạo lý "Uống nước nhớ nguồn" của người Việt.